# 논현고잔로

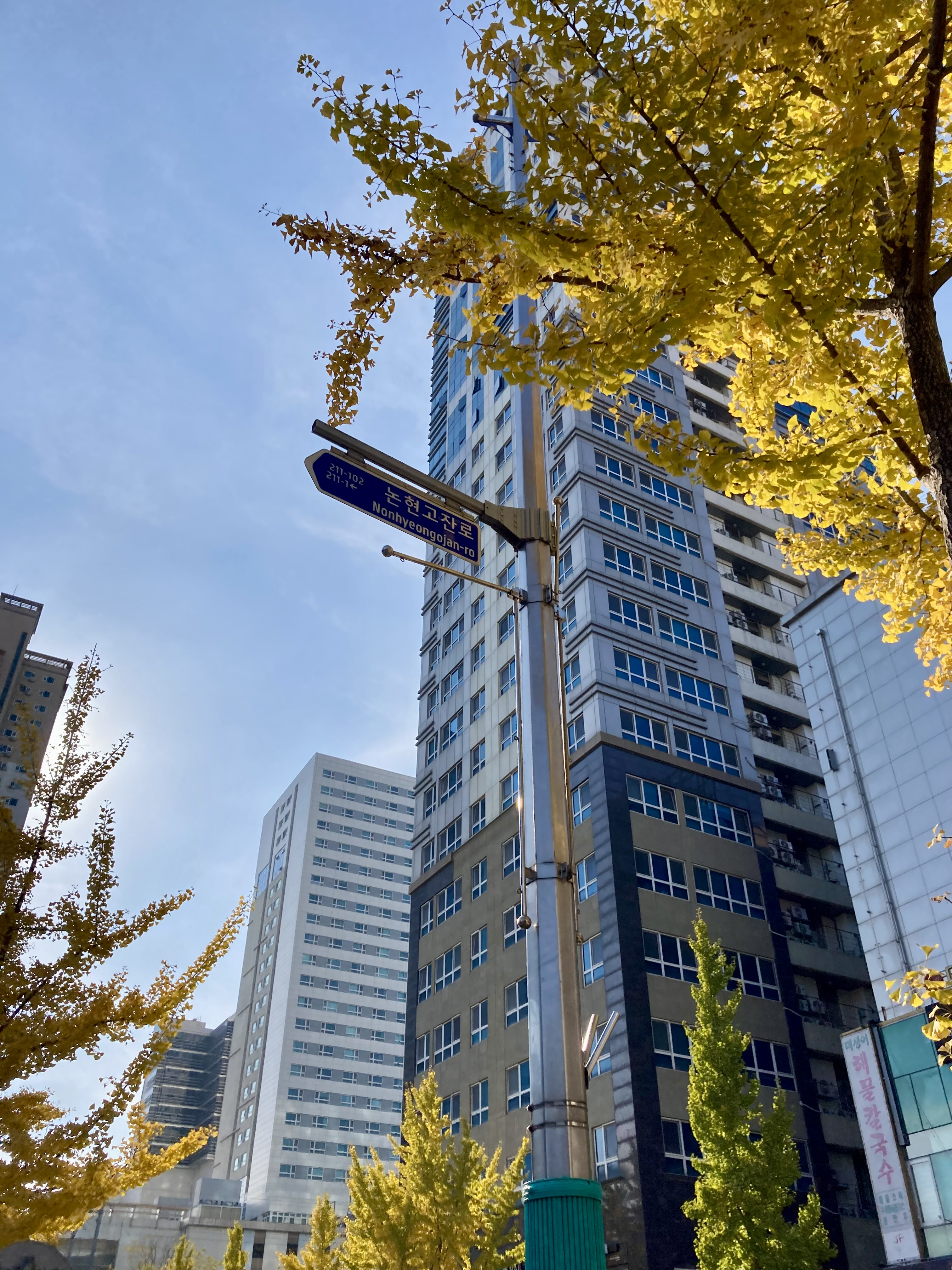
논현고잔로 표지판

논현고잔로는 인천광역시 남동구에 소재한 도로이다. 고잔동 512-27을 기점으로 논현동 351-48를 종점으로 한 2,516m의 길이로, 2009년 11월 16일 고시 및 효력이 발생하였다.

## 개요
논현고잔로는 논현고잔동을 가로지르는 도로서 이름이 명명되었다. 도로의 생김새와 형태가 세로로 가로 지르다 보니 인천광역시 남동구의 주요 대로 및 도로와 연결되는 점이 있다.
연결된 도로에 인접에는 고잔근린공원, 인천논현경찰서, 논현2동행정복지센터, 호구포근린공원, 세계로국제중고등학교, 늘솔길공원, 인천운전면허시험장, 도로교통공단 인천지부가 있다.

## 사진

인천논현경찰서(논현고잔로 239)
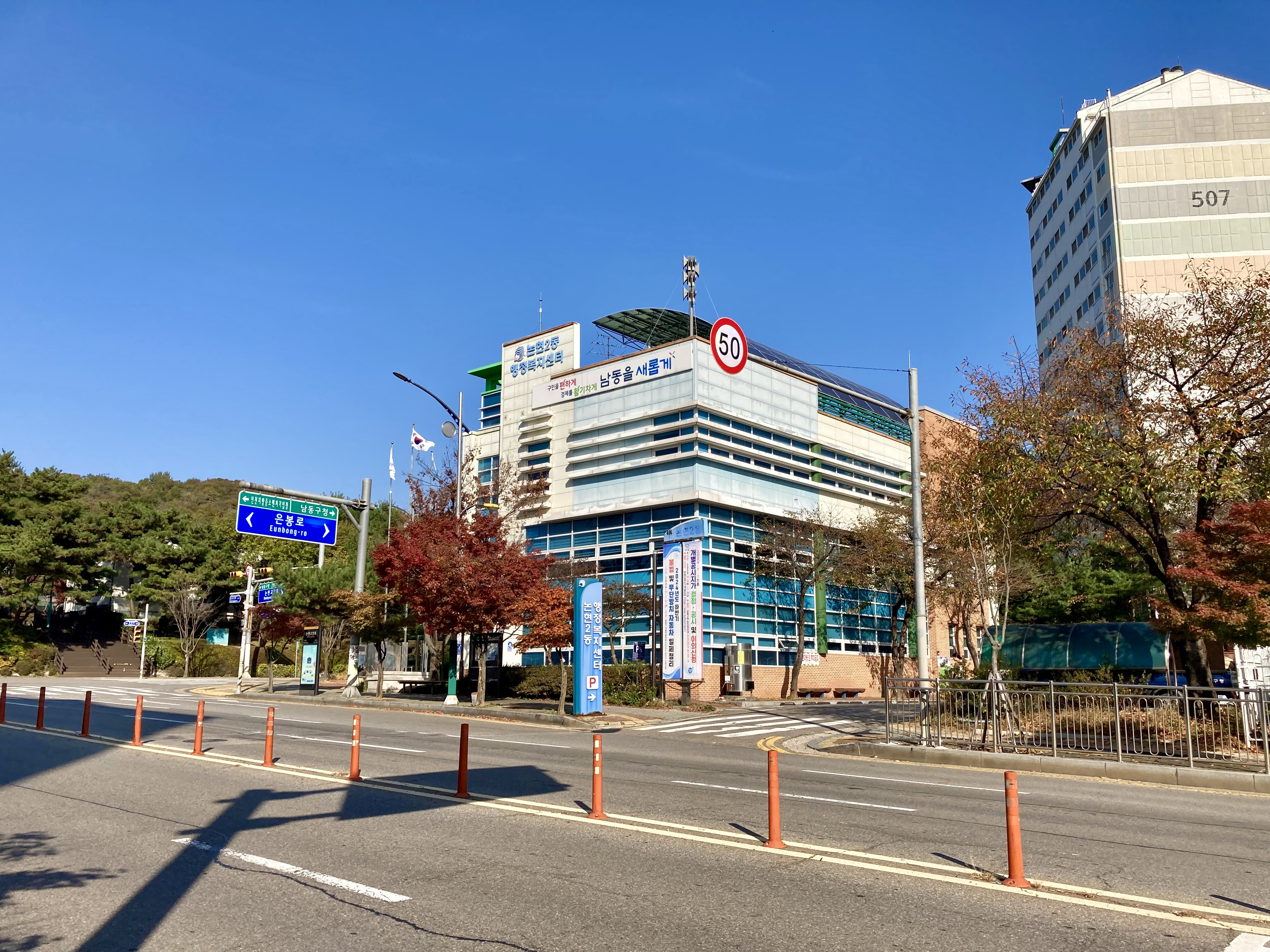
논현2동 행정복지센터(논현고잔동 248)
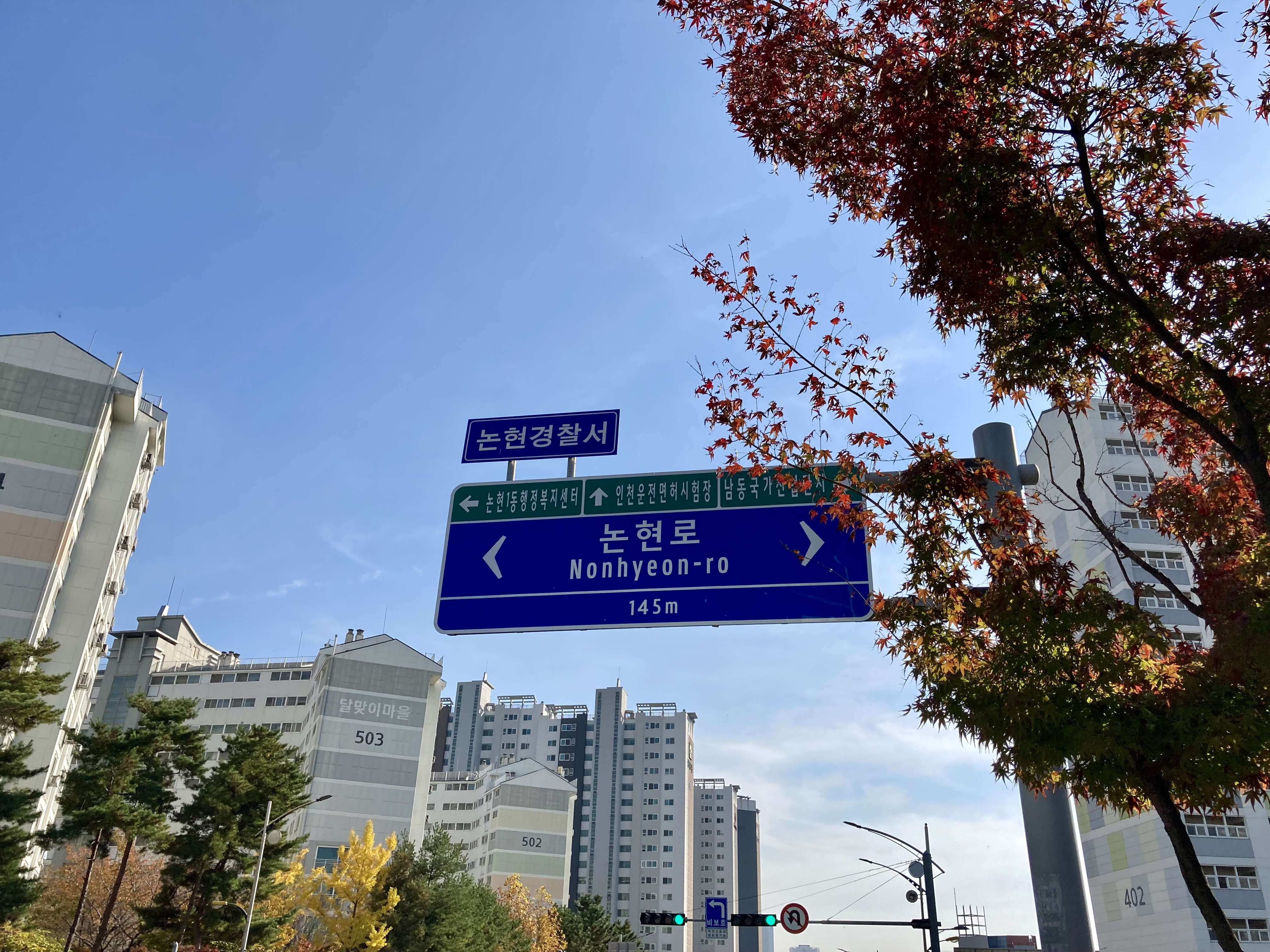
논현로와의 교차로 표지판
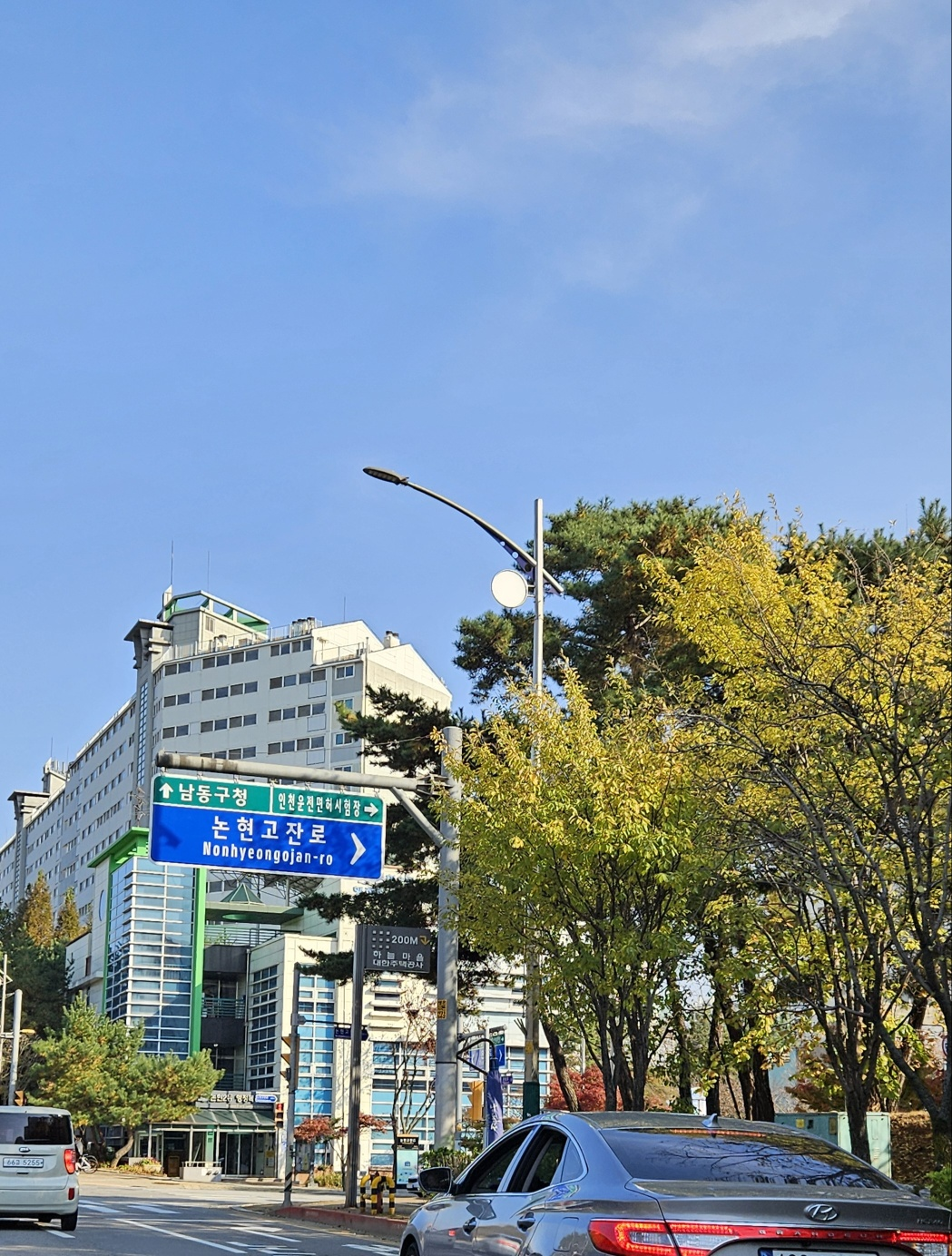
은봉로, 행정복지센터 측면 표지판
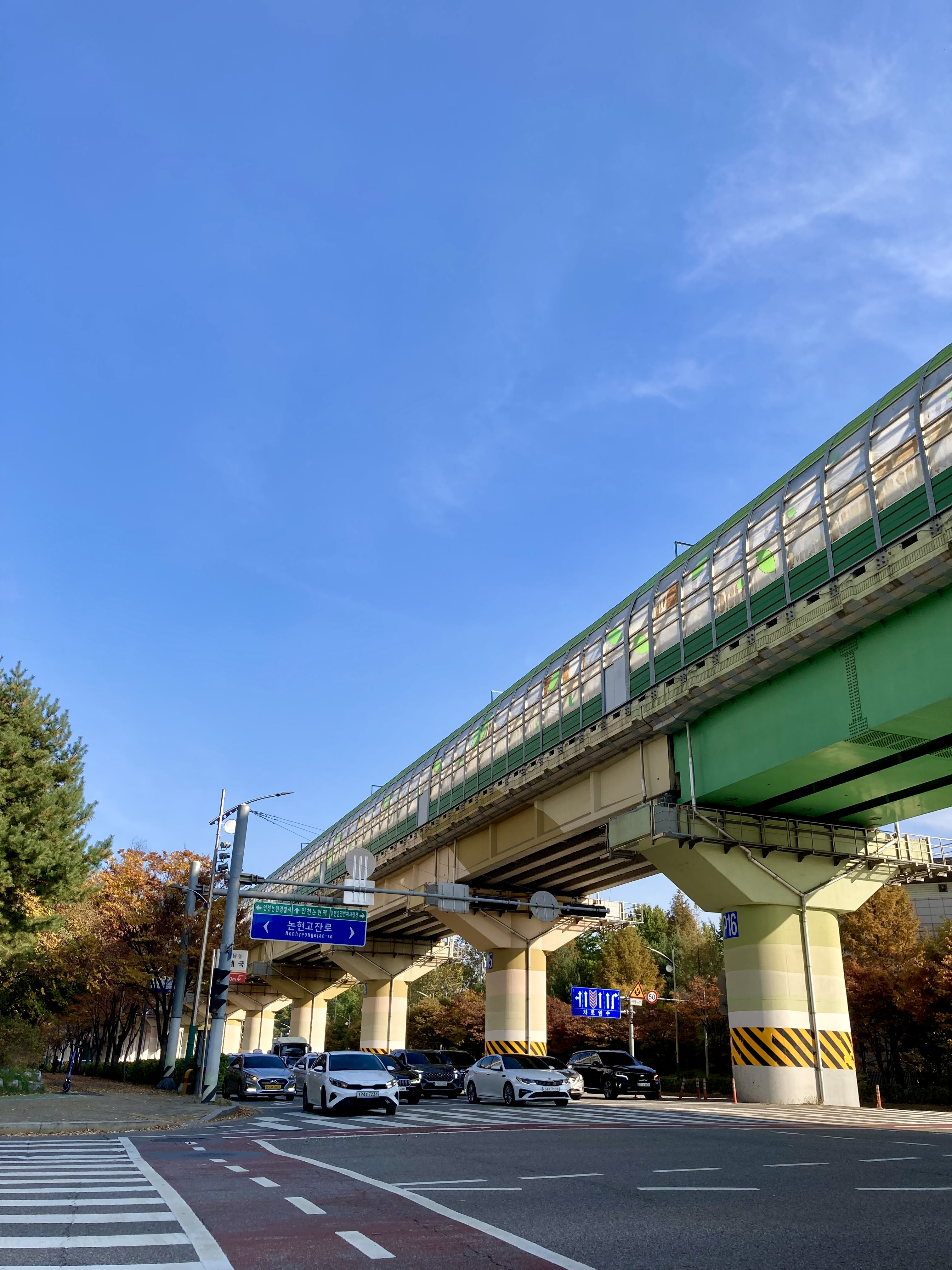
청능대로 교차점 논현고가

## 연결도로
- 은봉로
- 논현로
- 청능대로
- 앵고개로
- 에코중앙로
- 아암대로
- 제3경인고속화도로